# Лінда Рууд
Лінда Рууд (ест. Linda Ruud, 7 грудня 1932, Легтсе — 23 червня 2010 Таллінн) — естонська поетеса, письменниця, перекладачка та редакторка. Естонська шістдесятниця, авторка трьох збірок прози та роману «Жінка вільного часу» (1979).

## Біографія
Народилася в селищі Легтсе, Естонія, в сім'ї шкільної вчительки Франциски Рууд і залізничника Евальда Рууда. Батько рано пішов із сім'ї і виховувала дівчинку головним чином мати. Юні роки пройшли в маленькому містечку Тапа, куди сім'я переїхала в 1936 році. Після школи в Тартуському державному університеті вивчала естонську, логіку і психологію. Починає займається літературою, в пресі виходять перші вірші.
Після університету працювала в редакції газети міста Муствее на березі Чудського озера. Потім працювала перекладачкою в таллінській газеті Õhtulehe («Ихтулехе»), пізніше стала її позаштатною кореспонденткою, в цій ролі здійснила кілька цікавих подорожей. У ті роки писала в основному радіонариси на сільські теми та вірші. У 1962 році публікується ерша книга віршів — «У серці моєму свято». З 1964 року працювала редакторкою у видавництві «Еесті раамат».
У 1973 році виходить більш філософська і зріла робота — поетична збірка «Смійся, Кассандра!». А в 1979 році представлена перша велика прозова робота — роман «Жінка вільного часу», виданий у 1984 році і російською під назвою «Сосны на болоте». Ця книга сильно відрізняється від радянської літератури того часу, пройнята прогресивними ідеями свободи, автономії особистості та духовного пошуку, можливо, саме тому її назву в російському варіанті змінено безпечн. У 1989 році виходить третя збірка поезії Лінди Рууд, «Думи про Вогнену Землю».
Надалі Лінда Рууд працює редакторкою і перекладачкою.